# Хуан Мата
Хуан Мануел Мата Гарсия (на испански: Juan Manuel Mata García) е испански футболист, който играе за австралийския Сидни Уондърърс. Играе на поста атакуващ полузащитник, но може и като крило.
Мата играе за Реал Мадрид Кастиля през сезон 2006/07, където завършва сезона с 10 попадения. В началото на сезон 2007/08, той подписва с Валенсия. Бива избран за „Най-добър млад играч“ за сезона в Примера дивисион. Хуан печели Купата на краля в дебютния си сезон с екипа на Валенсия. Превръща се във важна част от халфовата линия на отбора като за четири сезона записва 174 участия. През сезон 2011/12 преминава в Челси за сумата от €28 милиона. На 27 август 2011 прави дебюта си за клуба, като отбелязва и гол. През същия сезон печели Шампионска лига и ФА къп и бива избран за „Играч на сезона“ за клуба. След като отбелязва гол срещу Монтерей в Световното клубно първенство, той има отбелязан гол в дебюта си в Премиърлийг, ФА къп, Шампионска лига, Кепитъл Уан Къп и Световното клубно първенство.
Мата е национал на Испания, като взима участие в отбора на Испания до 16 г., до 17 г., до 19 г., до 20 г., до 21 г. и мъжкия национален отбор. През юни 2009 Хуан е включен в състава на Испания за Купата на конфедерациите. На 9 септември 2009 отбелязва първото си попадение за националния отбор, срещу Естония. Вкарва гол и във финала на Европейското първенство през 2012 г. срещу Италия.

## Клубна кариера

### Ранна кариера
Мата започва футболната си кариера в Реал Овиедо, където баща му прекарва по-голяма част от своята кариера. Играе 3 години за клуба преди да се присъедини към юношеските формации на Реал Мадрид на 15 г.
През сезон 2006/07 бива преместен в Реал Мадрид Кастиля (Реал Мадрид Б), Мата получава номер 34 в първия отбор, а в Реал Мадрид Кастиля – 28. Въпреки изпадането на Реал Мадрид Кастиля в края на сезона Мата завършва като втори най-добър голмайстор с 9 попадения, след нападателя Алваро Негредо.

### Валенсия
През март 2007 г., благодарение на клауза в договора си с Реал Мадрид, се съгласява да се присъедини към тима на Валенсия.
Мата си проправя място в стартовите единадесет на Валенсия, благодарение на непрестанните контузии на Висенте, както и на изгнаничеството на което бива подложен Мигел Анхел Ангуло от тогавашния треньор Роналд Куман. На 20 март 2008 г., Мата отбелязва два гола в полуфиналната среща за Купата на краля срещу Барселона, по този начин помага на Валенсия да достигне финала срещу Хетафе игран на 16 април, в който отбелязва първия гол за победата с 3:1. По време на същия този сезон Мата бива избран за „Най-добър млад играч“.
Във финала за Суперкупата, Мата отбелязва гол срещу бившия си отбор Реал Мадрид, въпреки победата в първия мач с 2:1, Валенсия губи финала след 2:4 във втория мач. Започва сезон 2008/09 с гол срещу Майорка. Отбелязва и попадение срещу Осасуна след асистенция на Давид Виля. На 28 септември 2008 г. Хуан асистира за две от попаденията на своя отбор при разгромната победа над Малага с 2:7. Три дни по-късно прави блестящ мач срещу Депортиво Ла Коруня, като отбелязва един и асистира за три гола при победата с 4:2. До края на сезона Мата успява да вкара много важни голове, завършвайки с 11 гола и 13 асистенции.
В следващите два сезона Мата играе важна роля в атаката на Валенсия, отбелязвайки 17 гола в 68 мача и отборът успява да завърши два поредни сезона на 3-то място в първенството.

### Челси
На 21 август 2011 г. от Валенсия обявяват, че са приели оферта от €28 милиона за Мата от Челси. Три дни по-късно играчът подписва 5-годишен договор с клуба.

#### 2011/12
Мата прави дебюта си срещу Норич на 27 август, като отбелязва и гол в добавеното време. Дебюта си като титуляр прави на 10 септември срещу Съндърланд на Стейдиъм ъф Лайт. На 14 септември в дебюта си в Шампионска лига с екипа на лондончани Хуан отбелязва гол във врата на Байер Леверкузен при победата с 2:0. На 29 октомври асистира за гол номер 6000 в първенството за Челси, който бива отбелязан от Франк Лампард. В същия мач Мата отбелязва страхотно попадение, въпреки това Челси губи с 3:5 от Арсенал. На 26 ноември асистира за головете на Джон Тери и Даниел Стъридж и отбелязва гол при 3:0 над Улвърхамптън.
На 6 декември, в решаващия мач за Челси в Шампионската лига срещу Валенсия, Мата асистира за два гола на Дидие Дрогба. Мачът свършва 3:0 и Челси се класира напред. Отбелязва гол при равенството 1:1 срещу Фулъм. В дебюта си на ФА къп Mата отбелязва гол срещу Портсмут при победата с 4:0 на Стамфорд Бридж.
В 4-тия кръг на ФА къп, Хуан отбелязва единственото попадение срещу КПР от дузпа. На 5 февруари 2012 г. отбелязва страхотно воле срещу Манчестър Юнайтед, след центриране на Фернандо Торес; мачът завършва 3:3. На 21 февруари Мата отбелзва единственото попадение при тежката загуба от Наполи с 3:1.
След назначаването на Роберто Ди Матео като временен мениджър, Мата е преквалифициран като централен полузащитник. В 5-ия кръг за ФА къп отбелязва гол срещу Бирмингам. На полуфинала за купата Хуан отбелязва доста спорен гол срещу Тотнъм и асистира за други два при победата с 5:1. Започва като титуляр в двата мача срещу Барселона в полуфинала за Шампионската лига и помага на отбора да се класира за финала с общ резултат 3:2.
На 13 април Мата асистира за два от головете на Фернандо Торес срещу КПР. Асистира и за гола на Рамирес във финала за ФА къп, който Челси печели и бива избран за „Играч на мача“. На 10 май е избран от феновете за „Играч на сезона“ за клуба и се нарежда до играчи като Денис Уайз и Джанфранко Дзола.
Във финала за Шампионската лига срещу Байерн Мюнхен, Мата асистира за изравнителното попадение на Дидие Дрогба. При изпълнението на дузпи, Мануел Нойер спасява неговия удар, въпреки това Челси вдига своята първа Шампионска лига.
Хуан завърша сезона с 13 гола и 20 асиситенции във всички турнири.

#### 2012/13
Мата пропуска всички мачове от предсезонната подготовка на клуба, тъй като играе за Испания на Летните олимпийски игри, въпреки това се завръща за мача за Къмюнити шийлд, загубен от Манчестър Сити. Първия си гол за сезона отбелязва в мач за Карлинг къп срещу Улвърхамптън завършил 6:0. Четири дни по-късно отбелязва първия си гол за сезона в първенството срещу Арсенал от пряк свободен удар. Отбелязва два гола срещу Норджеланд в Шампионската лига. Мата асистира за попадения срещу Норич на Еден Азар и Бранислав Иванович.
На 20 октомври в лондонското дерби срещу Тотнъм, Хуан отбелязва два и асистира за гол на Даниел Стъридж при победата с 4:2. Отбелязва попадение и срещу Манчестър Юнайтед при загубата с 3:2. Бива избран за „Играч на месец октомври“. След уволнението на Роберто Ди Матео, Мата отбелязва първия си гол под ръководството на Рафаел Бенитез срещу Уест Хям. Отново отбелязва гол срещу Норджеланд, но отборът не успява да се класира напред въпреки победата с 6:1. Отбелязва гол в дебюта си в Световното клубно първенство срещу Монтерей. На 22 декември подписва удължаване на договора до 2018 г. На „Боксинг дей“ (26 декември) отбелязва гол срещу Норич. На 5 януари асистира за головете на Демба Ба и Бранислав Иванович срещу Саутхемптън в 3-тия кръг за ФА Къп. Мата отбелязва 8-ия си гол за сезона срещу Арсенал при победата с 2:1.
На 3 март Хуан записва своя мач номер 100 със синята фланелка във всички турнири при победата с 1:0 над Уест Бромич. На 14 март отбелязва гол срещу Стяуа Букурещ в мач за Лига Европа.

### Манчестър Юнайтед
На 24 януари 2014 г., Манчестър Юнайтед и Челси обявяват трансфера на Мата, който се превръща в рекордна за клуба сума. Мата преминава успешно медицинските прегледи на 25 януари и подписва договор за четири и половина години с клуба от Манчестър за сумата от £37,1 млн. паунда.

## Национален отбор
Мата помага на Испания да спечели Европейското първенство по футбол за юноши до 19 г. през 2006. Той завършва шампионата на второ място сред голмайсторите с 4 гола в 5 мача, след съотборника му Алберто Буено с 5.
На 1 февруари 2007 г. той бива включен в отбора на Испания под 21 години.
На 14 ноември 2008 г., Висенте дел Боске повиква Мата в първия отбор за приятелската среща срещу Чили. Той не напуска скамейката при победата с 3:0. На 28 март 2009 прави и дебюта си в квалификацията за Световно първенство през 2010 срещу Турция. Мачът завършва с победа за Испания с 1:0. Мата влиза като резерва, заменяйки Давид Виля в 63-тата минута.
През 2009 г., Мата взима участие в Купата на Конфедерациите и играе във втория мач в групата срещу Ирак и влиза като смяна на мястото на Алберт Риера при загубата на полуфинала от САЩ.
В мач квалификация за Световното първенство през 2010 в ЮАР, игран на 9 септември 2009 г., Хуан Мата вкарва първия си гол за испанския национален отбор срещу Естония при успеха на „Ла фурия“ с 3:0.

## Личен живот
Хуан Мануел Мата Гарсия е роден на 28 април 1988 г. в Окон де Вийяфранка, Бургос. Наследява името от баща си, Хуан Мануел Мата Родригес, който също е футболист. Мата израства в град Овиедо, Астурия. Посещава Политехническия университет в Мадрид, където изучава журналистика. В свободното си време обича да играе тенис на маса.

## Статистика
- Последна промяна: 1 януари 2014 г.

| Отбор             | Отбор             | Отбор             | Първенство | Първенство | Първенство | Купа          | Купа          | Купа          | Купа на Лигата | Купа на Лигата | Купа на Лигата | Европа/Други | Европа/Други | Европа/Други | Общо   | Общо   | Общо   |
| Клуб              | Първенство        | Сезон             | Мачове     | Голове     | Асист.     | Мачове        | Голове        | Асист.        | Мачове         | Голове         | Асист.         | Мачове       | Голове       | Асист.       | Мачове | Голове | Асист. |
| Испания           | Испания           | Испания           | Първенство | Първенство | Първенство | Купа на краля | Купа на краля | Купа на краля |                |                |                | УЕФА         | УЕФА         | УЕФА         | Общо   | Общо   | Общо   |
| ----------------- | ----------------- | ----------------- | ---------- | ---------- | ---------- | ------------- | ------------- | ------------- | -------------- | -------------- | -------------- | ------------ | ------------ | ------------ | ------ | ------ | ------ |
| Реал Мадрид Б     | Сегунда           | 2006/07           | 39         | 10         | 0          | —             | —             | —             | —              | —              | —              | —            | —            | —            | 39     | 10     | 0      |
| Валенсия          | Ла Лига           | 2007/08           | 24         | 5          | 1          | 8             | 4             | 1             | —              | —              | —              | 1            | 0            | 0            | 33     | 9      | 2      |
| Валенсия          | Ла Лига           | 2008/09           | 37         | 11         | 17         | 2             | 1             | 1             | —              | —              | —              | 8            | 2            | 1            | 47     | 14     | 19     |
| Валенсия          | Ла Лига           | 2009/10           | 35         | 9          | 5          | 2             | 0             | 0             | —              | —              | —              | 14           | 5            | 7            | 51     | 14     | 12     |
| Валенсия          | Ла Лига           | 2010/11           | 33         | 8          | 13         | 3             | 0             | 2             | —              | —              | —              | 7            | 1            | 3            | 43     | 9      | 18     |
| Валенсия          | Общо              | Общо              | 129        | 33         | 36         | 15            | 5             | 4             | —              | —              | —              | 30           | 8            | 11           | 174    | 46     | 51     |
| Англия            | Англия            | Англия            | Първенство | Първенство | Първенство | ФА Къп        | ФА Къп        | ФА Къп        | Купа на лигата | Купа на лигата | Купа на лигата | Европа/Други | Европа/Други | Европа/Други | Общо   | Общо   | Общо   |
| Челси             | Премиър лига      | 2011/12           | 34         | 6          | 13         | 7             | 4             | 4             | 1              | 0              | 0              | 12           | 2            | 3            | 54     | 12     | 20     |
| Челси             | Премиър лига      | 2012/13           | 35         | 12         | 17         | 6             | 1             | 5             | 5              | 2              | 4              | 18           | 5            | 9            | 64     | 20     | 35     |
| Челси             | Премиър лига      | 2013/14           | 13         | 0          | 2          | 0             | 0             | 0             | 2              | 1              | 1              | 2            | 0            | 0            | 17     | 1      | 3      |
| Челси             | Общо              | Общо              | 82         | 18         | 32         | 13            | 5             | 9             | 8              | 3              | 5              | 32           | 7            | 12           | 135    | 33     | 58     |
| Манчестър Юн.     | Премиър лига      | 2013/14           | 0          | 3          | 6          | 0             | 0             | 0             | 0              | 0              | 0              | 0            | 0            | 0            | 0      | 0      | 0      |
| Манчестър Юн.     | Общо              | Общо              | 0          | 3          | 6          | 0             | 0             | 0             | 0              | 0              | 0              | 0            | 0            | 0            | 0      | 0      | 0      |
| Общо за кариерата | Общо за кариерата | Общо за кариерата | 250        | 54         | 74         | 28            | 10            | 13            | 8              | 3              | 5              | 62           | 15           | 23           | 348    | 89     | 109    |

## Успехи

### Клубни
Валенсия
- Купа на краля (1): 2007/08

Челси
- Шампионска лига (1): 2011/12
- ФА Къп (1): 2011/12
- Лига Европа (1): 2012/13

### Национален отбор
- Европейско първенство по футбол за юноши до 19 г. (1): 2006
- Световно първенство по футбол (1): 2010
- Европейско първенство по футбол (1): 2012